# The Tymes

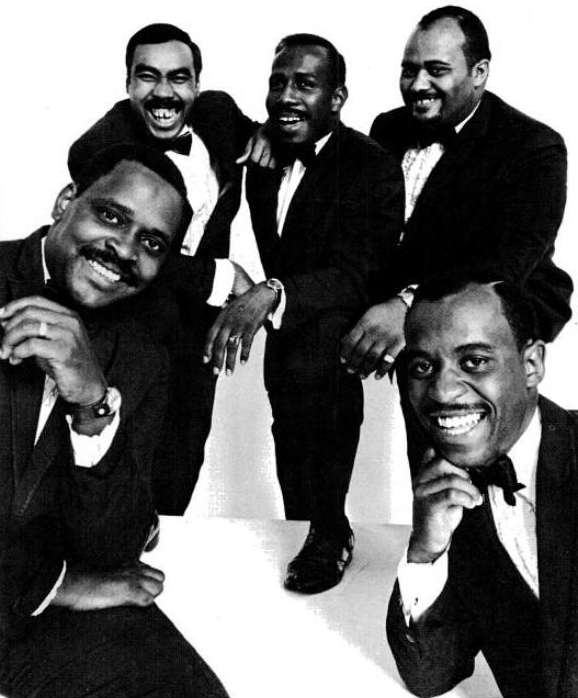
Mitglieder von The Tymes

The Tymes waren eine US-amerikanische Soul-Gesangsgruppe, die in den 1960er bis 1970er Jahren sowohl in ihrer Heimat als auch in Großbritannien erfolgreich waren.

## Bandgeschichte
Gegründet wurde die Gruppe bereits 1956 in Philadelphia als „Latineers“. Leadsänger und Kopf der Gruppe war George Williams (* 6. Dezember 1935 als George Reginald Williams Jr. in Philadelphia; † 28. Juli 2004 in Maple Shade, New Jersey), die anderen Mitglieder wechselten mehrfach. Ihre erste Single, So Much in Love, wurde ein Nummer-eins-Hit in den US-Charts. Nach zwei weiteren Hits im Jahre 1963, Wonderful! Wonderful! und Somewhere, folgte eine relativ erfolglose Zeit, bevor die Gruppe 1975 überraschend in Großbritannien mit dem Stück Ms. Grace in den britischen Charts ebenfalls die Spitzenposition belegte.
Im Jahr 2006 versuchten drei der Originalmitglieder, die Gruppe erneut zu aktivieren.

## Diskografie

### Alben
| Jahr | Titel                            | Höchstplatzierung, Gesamtwochen, AuszeichnungChartplatzierungen (Jahr, Titel, Platzierungen, Wochen, Auszeichnungen, Anmerkungen) | Höchstplatzierung, Gesamtwochen, AuszeichnungChartplatzierungen (Jahr, Titel, Platzierungen, Wochen, Auszeichnungen, Anmerkungen) | Höchstplatzierung, Gesamtwochen, AuszeichnungChartplatzierungen (Jahr, Titel, Platzierungen, Wochen, Auszeichnungen, Anmerkungen) | Anmerkungen             |
| Jahr | Titel                            | UK | US | R&B | Anmerkungen             |
| ---- | -------------------------------- | --- | --- | --- | ----------------------- |
| 1963 | So Much in Love                  | — | US15 (20 Wo.)US | — |                         |
| 1963 | The Sound of the Wonderful Tymes | — | US117 (10 Wo.)US | — |                         |
| 1964 | Somewhere                        | — | US122 (4 Wo.)US | — | bereits 1962 erschienen |
| 1975 | Trustmaker                       | — | — | R&B46 (6 Wo.)R&B | bereits 1974 erschienen |
| 1976 | Tymes Up                         | — | — | R&B40 (6 Wo.)R&B |                         |

grau schraffiert: keine Chartdaten aus diesem Jahr verfügbar
Weitere Alben
- 1963: To Each His Own
- 1969: People
- 1976: Turning Point
- 1977: Diggin’ Their Roots
- 2007: Tymes

### Kompilationen
- 1974: Best of Tymes
- 1978: Cameo-Parkway Sessions
- 1995: Anthology
- 1997: Great Soul Hits
- 2000: Greatest Hits
- 2003: The Unforgettable Music of …
- 2004: Ms. Grace
- 2005: The Best of the Tymes (1963–1964)

### Singles
| Jahr | Titel Album                            | Höchstplatzierung, Gesamtwochen, AuszeichnungChartplatzierungen (Jahr, Titel, Album, Platzierungen, Wochen, Auszeichnungen, Anmerkungen) | Höchstplatzierung, Gesamtwochen, AuszeichnungChartplatzierungen (Jahr, Titel, Album, Platzierungen, Wochen, Auszeichnungen, Anmerkungen) | Höchstplatzierung, Gesamtwochen, AuszeichnungChartplatzierungen (Jahr, Titel, Album, Platzierungen, Wochen, Auszeichnungen, Anmerkungen) | Anmerkungen |
| Jahr | Titel Album                            | UK | US | R&B | Anmerkungen |
| ---- | -------------------------------------- | --- | --- | --- | ----------- |
| 1963 | So Much in Love                        | UK21 (8 Wo.)UK | US1 (15 Wo.)US | R&B4 (10 Wo.)R&B |             |
| 1963 | Wonderful! Wonderful! So Much in Love  | — | US7 (11 Wo.)US | R&B23 (2 Wo.)R&B |             |
| 1963 | Somewhere                              | — | US19 (11 Wo.)US | R&B35 (5 Wo.)R&B |             |
| 1964 | To Each His Own Anthology              | — | US78 (4 Wo.)US | — |             |
| 1964 | The Magic of Our Summer Love Anthology | — | US99 (1 Wo.)US | — |             |
| 1964 | Here She Comes Anthology               | — | US92 (3 Wo.)US | — |             |
| 1968 | People                                 | UK16 (10 Wo.)UK | US39 (8 Wo.)US | R&B33 (6 Wo.)R&B |             |
| 1974 | You Little Trustmaker Trustmaker       | UK18 (9 Wo.)UK | US12 (13 Wo.)US | R&B20 (14 Wo.)R&B |             |
| 1974 | Ms. Grace Trustmaker                   | UK1 Silber · (11 Wo.)UK | US91 (4 Wo.)US | R&B75 (6 Wo.)R&B |             |
| 1976 | God’s Gonna Punish You Tymes Up        | UK41 (3 Wo.)UK | — | — |             |
| 1976 | It’s Cool Tymes Up                     | — | US68 (4 Wo.)US | R&B3 (18 Wo.)R&B |             |

Weitere Singles
| - 1963: Isle of Love - 1964: The Twelfth of Never - 1964: With All My Heart - 1966: Pretend - 1966: A Touch of Baby - 1967: This Time It’s Love - 1969: God Bless the Child - 1969: If You Love Me Baby | - 1970: Most Beautiful Married Lady - 1971: She’s Gone (mit George Williams) - 1971: Someone to Watch Over Me (mit George Williams) - 1975: Someway, Somehow I’m Keepin’ You - 1976: Only Your Love - 1977: Savannah Sunny Sunday - 1977: How Am I to Know (The Things a Girl in Love Should Know) |